# Confine tra Colombia e Perù
Il confine tra la Colombia e il Perù descrive la linea di demarcazione tra questi due stati. Ha una lunghezza di 1.496 km.

## Storia
Fu istituito definitivamente col protocollo di Rio de Janeiro (24 maggio 1934), che pose fine alla guerra colombo-peruviana del 1932-33; questo protocollo confermò il trattato Salomón–Lozano (22 marzo 1922).

## Caratteristiche
La linea di confine interessa la parte sud della Colombia e quella nord-est del Perù. Ha un andamento generale da nord-ovest verso sud-est. Si svolge quasi integralmente lungo il corso del fiume Putumayo.
Inizia alla triplice frontiera tra Colombia, Ecuador e Perù e termina alla triplice frontiera tra Brasile, Colombia e Perù. 
Il confine si avvicina molto all'Equatore senza però mai oltrepassarlo: ciò non permette al Perù di essere uno stato equatoriale per appena 4 km circa.